# Селище Лісове
Се́лище Лісове́ — пасажирський залізничний зупинний пункт Київської дирекції Південно-Західної залізниці на електрифікованій змінним струмом (~25 кВ) лінії Чернігів — Семиходи між станціями Славутич (6 км) та Неданчичі (4 км).
Розташований у Ріпкинському районі Чернігівської області біля селища Лісовий Славутицької міської ради Київської області.